# Teófilo de Antioquía
Según cuenta Eusebio, Teófilo de Antioquía (en griego, Θεόφιλου Αντιοχείας, f. 183) fue el sexto obispo de Antioquía. De sus escritos se deduce que nació en una localidad cercana al río Éufrates, de familia pagana, y que recibió educación helenística (entendiendo por helenística la mezcla de la cultura griega con otras por las conquistas de Alejandro Magno). Teófilo se convirtió al cristianismo siendo ya de edad madura. Fue el primer obispo que utilizó la palabra "Trinidad".
De sus obras se han conservado solamente los tres libros que componen la obra A Autólico (gr.: Προς Αυτόλυκον; lat.: Ad Autolycum). En ellos, el autor defiende el cristianismo contra las objeciones de su amigo Autólico. El primer libro trata de la esencia de Dios, a quien sólo pueden ver "los ojos del alma". Habla también del significado del nombre cristiano, de la fe en la resurrección, de la necedad y la idolatría, y de la diferencia entre el honor tributado al emperador y la adoración debida a Dios. El segundo libro, que completa al primero, establece una comparación entre la mitología griega y las enseñanzas de los profetas inspirados por el Espíritu Santo, sobre la creación del mundo y del hombre. En el tercero refuta las acusaciones de los paganos contra los cristianos en materia de costumbres.
Escribió otras obras, pero no han perdurado, como: Contra la herejía de Hermógenes, una obra contra Marción, además de una armonía de los evangelios. San Jerónimo menciona haber leído diversos comentarios a los proverbios y los evangelios con el nombre de Teófilo, pero inconsistentes con la elegancia y el estilo de sus otros trabajos.

## Contenido doctrinal
1. Teófilo de Antioquía fue el primero en usar el vocablo griego Τριας (Trias) a mediados del siglo II,con la finalidad de expresar la unión en Dios de tres personas divinas: Dios (el Padre), su Palabra (Logos), y su Sabiduría. De ese vocablo derivó luego la forma latina Trinitas, usada por primera vez por su contemporáneo Tertuliano a comienzos del siglo III.[1][2]
2. Es el primer autor cristiano que distingue entre el Logos endiazetos y el Logos proforiscos, el Logos interno o inmanente en Dios, que estaba en este antes de la creación (endiazetos), y el Logos emitido o proferido por Dios, emitido para realizar la obra de la creación del mundo (proforiskos). Todas las Epifanía del A. T. son propias del Logos, no del Padre. (Es el que habla con Adán, etc.)
3. Teófilo considera la inmortalidad del alma no como algo inmanente a su naturaleza, sino como recompensa a la observancia de los mandamientos de Dios. El alma humana, de suyo, no es ni mortal ni inmortal, pero es capaz de mortalidad o inmortalidad, todo depende de su fidelidad a Dios. Es decir, que Dios crea el alma humana susceptible de mortalidad o inmortalidad, independientemente de su decisión. Dios por tanto hizo al hombre libre y dueño de sus propios actos.
4. Afirma claramente la inspiración de los libros del N. T. Llama a los evangelios lo mismo que a los profetas, "Santa Divina Palabra".

## Enlaces externos

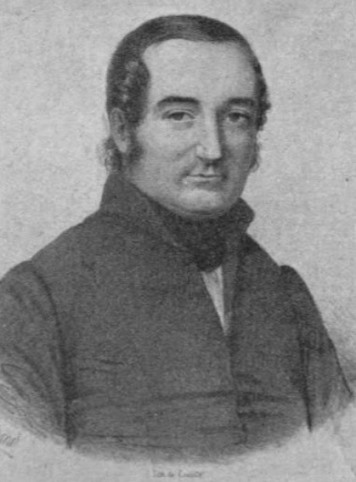
Retrato de Genoud.